# Badminton-Juniorenweltmeisterschaft 2002
Die Badminton-Juniorenweltmeisterschaft 2002 fand in Pretoria, Südafrika, statt.

## Teamwettbewerb
23 Länder waren im Teamwettbewerb am Start.

## Medaillengewinner
| Disziplin    | Gold                         | Silber                | Bronze                                            |
| ------------ | ---------------------------- | --------------------- | ------------------------------------------------- |
| Herreneinzel | Chen Jin                     | Lee Yen Hui Kendrick  | Hendra Wijaya                                     |
| Herreneinzel | Chen Jin                     | Lee Yen Hui Kendrick  | Park Sung-hwan                                    |
| Dameneinzel  | Jiang Yanjiao                | Seo Yoon-hee          | Yuan Ting                                         |
| Dameneinzel  | Jiang Yanjiao                | Seo Yoon-hee          | Dewi Tira Arisandi                                |
| Herrendoppel | Han Sang-hoon Park Sung-hwan | Jack Koh Tan Bin Shen | Koo Kien Keat Ong Soon Hock                       |
| Herrendoppel | Han Sang-hoon Park Sung-hwan | Jack Koh Tan Bin Shen | Cao Chen Sun Junjie                               |
| Damendoppel  | Du Jing Rong Lu              | Yu Yang Chen Lanting  | Liliyana Natsir Devi Sukma Wijaya                 |
| Damendoppel  | Du Jing Rong Lu              | Yu Yang Chen Lanting  | Duanganong Aroonkesorn Kunchala Voravichitchaikul |
| Mixed        | Guo Zhendong Yu Yang         | Cao Chen Rong Lu      | Kim Dae-sung Yim Ah-young                         |
| Mixed        | Guo Zhendong Yu Yang         | Cao Chen Rong Lu      | Markis Kido Liliyana Natsir                       |
| Teams        | Volksrepublik China          | Südkorea              | Indonesien                                        |

## Medaillenspiegel
| Platz | Land       | Gold | Silber | Bronze | Gesamt |
| ----- | ---------- | ---- | ------ | ------ | ------ |
| 1     | China      | 5    | 2      | 2      | 9      |
| 2     | Südkorea   | 1    | 2      | 2      | 5      |
| 3     | Singapur   | 0    | 1      | 1      | 2      |
| 3     | Malaysia   | 0    | 1      | 1      | 2      |
| 5     | Indonesien | 0    | 0      | 4      | 4      |
| 6     | Thailand   | 0    | 0      | 1      | 1      |